# 15 de setembre
El 15 de setembre és el dos-cents cinquanta-vuitè dia de l'any del calendari gregorià i el dos-cents cinquanta-novè en els anys de traspàs. Queden 107 dies per finalitzar l'any.

## Esdeveniments
Països Catalans
- 1891 - Barcelona: Creen l'Orfeó Català Lluís Millet, Amadeu Vives i Aureli Capmany.[1]
- 1916 - Barcelona: inauguració del Teatre Goya.
- 2000 - Tortosa: Creació de la Plataforma en Defensa de l'Ebre per tal d'oposar-se al Pla Hidrològic Nacional proposat pel govern espanyol de José María Aznar.
- 2014 - Barcelona: L'Assemblea Nacional Catalana entrega al Parlament de Catalunya 750.000 signatures per la independència de Catalunya coincidint amb el Dia Internacional de la Democràcia.[2]

Resta del món
- 1644 - Roma, Estats Pontificis: Giovanni Battista Pamfili és elegit papa i pren el nom d'Innocenci X.[3]
- 1762 - Saint John's (Terranova i Labrador) (Canadà): els francesos rendeixen la ciutat al perdre la batalla de Signal Hill a la Guerra Franco-Índia.
- 1821 - Amèrica Central: independència de la Corona espanyola d'Hondures, Nicaragua, Guatemala, el Salvador i Costa Rica.
- 1830 - s'inaugura la primera línia de ferrocarril del món que unia dues ciutats: Manchester i Liverpool. La companyia explotadora de la línia, L&M Railway, va organitzar un concurs de locomotores; la guanyadora va ser la Rocket, construïda per l'enginyer George Stephenson. Estava equipada amb una caldera tubular amb cambra de foc, que donava un rendiment constant gràcies a una major superfície de calefacció, i podia assolir una velocitat mitjana de 27 km/h amb una punta màxima de 46 km/h. Aquesta línia encara presta servei en l'actualitat.[4]
- 1935 - Nuremberg: El règim nazi aprova les Lleis de Nuremberg, dirigides contra la població jueva.
- 1975 - Regne Unit: Es publica Wish You Were Here, disc de Pink Floyd.

## Naixements
Països Catalans
- 1850 - Palma: Roseta Mauri i Segura, ballarina catalana, musa i inspiradora de molts artistes impressionistes (m. 1923).[5]
- 1883 - Barcelona: Esteve Terradas i Illa, físic, matemàtic i enginyer català (m. 1950).
- 1886 - Barcelona: Joaquim Folch i Torres, museòleg, historiador i crític d'art (m. 1963).
- 1925 - Barcelona: Joaquim Xicoy i Bassegoda, advocat i polític català d'Unió Democràtica de Catalunya que fou president del Parlament de Catalunya i Conseller de Justícia del Govern de la Generalitat de Catalunya (m. 2006).
- 1926 - Bages de Rosselló: Jean-Pierre Serre, matemàtic nord-català.
- 1942 - Palma: Antonina Canyelles i Colom, poeta mallorquina.[6]
- 1960 - Barcelona: Carme Conesa Hernández, actriu catalana.[7]
- 1963 - 
  - Perpinyà: Joan-Daniel Bezsonoff i Montalat, escriptor nord-català.
  - Barcelona: Teresa Helbig, dissenyadora de moda catalana.[8]

Resta del món
- 1254 - Venècia: Marco Polo, explorador i mercader, el més famós dels viatgers de la ruta de la Seda (m. 1324).[9]
- 1586 - Anvers, Marquesat d'Anvers: Antoon Sanders o Antonius Sanderus, canonge, historiador, filòsof i teòleg flamenc (m. 1664).
- 1712 - París: Pierre Simon Fournier, impressor i tipògraf francès (m. 1768).[10]
- 1789 - Burlington, Nova Jersey, (EUA): James Fenimore Cooper, novel·lista estatunidenc del Romanticisme (m. 1851).[11]
- 1830 - Oaxaca de Juárez (Mèxic): Porfirio Díaz, heroi de guerra mexicà, president (després considerat dictador) que governaria Mèxic des de 1876 a 1911 (m. 1915).[12]
- 1857 - Cincinnati, Ohio (EUA): William Howard Taft, jurista, 27è president dels Estats Units (m. 1930).[13]
- 1890 - Torquay, Devon, Anglaterra: Agatha Christie, escriptora (m. 1976).[14]
- 1903 - 
  - Modigliana, Emília-Romanya: Pia Tassinari, soprano italiana (m. 1995).[15]  
  - Gmina Żarnów, Polònia: Yisrael Kristal, polonès-israelià supercentenari, reconegut com el supervivent de l'Holocaust de vida més longeva (m. 2017).
- 1912 - Cárdenas, Cuba: Gisela Hernández, compositora, pedagoga, directora coral i investigadora cubana (m.1971).[16]
- 1914 - Buenos Aires, Argentina: Adolfo Bioy Casares, escriptor argentí (m. 1999).
- 1916 - Karachi, Índia britànica: Margaret Lockwood, actriu de teatre, cinema i televisió britànica (m. 1990).[17]
- 1917 - Viena: Hilde Gueden, soprano austríaca una de les més apreciades intèrprets de Strauss i Mozart (m. 1988).
- 1922 - Colmenar Viejo: Ma Dolores Gómez Molleda, historiadora espanyola, especialitzada en l'Espanya contemporània.[18]
- 1929 - Nova York, EUA: Murray Gell-Mann, físic nord-americà, Premi Nobel de Física 1969 (m. 2019).
- 1933 - Béthune, França: Jacques Delécluse, músic francès (m. 2015).
- 1945 -
  - Augusta: Jessye Norman, cantant d'òpera estatunidenca (m. 2019).[19]
  - Madrid, Espanya: Carmen García Maura, coneguda com a Carmen Maura, actriu espanyola de cinema.[20]
- 1946 - 
  - San Saba, Texas, Estats Units: Tommy Lee Jones, actor i director de cinema estatunidenc.
  - Nova York: Oliver Stone, director de cinema i guionista estatunidenc, guanyador de tres Oscars.
- 1948 - Feldkirch (Vorarlberg), Àustria: Haimo Leopold Handl, politòleg, editor, artista i escriptor austríac.
- 1951 - Heemstede, Països Baixos: Johan Neeskens, futbolista holandès.
- 1972 - Oviedo, Espanya: Letícia Ortiz Rocasolano, reina consort d'Espanya.
- 1977 - Abba, Estat d'Enugu: Chimamanda Ngozi Adichie, novel·lista nigeriana.[21]
- 1978 - Reykjavík, Islàndia: Eiður Smári Guðjohnsen, futbolista.
- 1979 - Kenya: Edna Kiplagat, corredora de fons kenyana; campiona del món de marató.[22]
- 1984 - Londres, Anglaterra: El Príncep Enric de Gal·les, conegut com a Harry, fill petit del Príncep Carles de Gal·les i la difunta Diana de Gal·les[23]

## Necrològiques
Països Catalans
- 1620ː Sant Feliu Sasserraː Rafela Puigcercós i Roma, dona acusada de bruixeria i condemnada a morir a la forca (n. 1540).[24]
- 1757 - Viena, Arxiducat d'Àustria: Francesc de Castellví i Obando, militar austriacista i historiador català (74 anys).
- 1937 - La Garriga (Vallès Oriental): Manuel Joaquim Raspall i Mayol, arquitecte modernista i noucentista català (n. 1877).
- 1940 - Barcelona: La Monyos, personatge icònic de la ciutat.[25]
- 1975 - Barcelona: Carlos Conti Alcántara, dibuixant català (59 anys).
- 1978 - Barcelona: Ricard Zamora Martínez, porter de futbol.
- 2007 - Banyuls de la Marenda: Antònia Adroher i Pascual, mestra i activista política catalana fundadora del POUM.[26]
- 2011 - Badalona: Jordi Dauder, actor, escriptor i poeta català.[27]
- 2019 - Blanes, la Selva: Montserrat Soliva Torrentó, química catalana (n. 1943).[28]

Resta del món
- 1574 - Torí: Margarida de Valois i de França, princesa de França, Duquessa de Berry i duquessa consort de Savoia (n. 1523)[29]
- 1858 - Schaffhausen, Suïssa: Johann Theodor Mosewius, cantant d'òpera, director del cor i director musical prussià
- 1859 - Portsmouth (Anglaterra): Isambard Kingdom Brunel, enginyer britànic (n. 1806).[12]
- 1875 - Parísː Louise Farrenc, compositora, pianista i professora francesa (n. 1804).[30]
- 1914 - Winburg, Sud-àfrica: Jacobus Herculaas de la Rey, conegut com a Koos de la Rey, general durant la Segona Guerra Bòer.
- 1916 - Praga, Imperi Austrohongarès: Julius Fučík, compositor txec (44 anys).
- 1921 - Novossibirsk, Unió Soviètica: Roman Ungern von Sternberg, conegut com el Baró Negre, militar i més tard senyor de la guerra pel seu compte (n. 1886).
- 1926 - Jena, Alemanya: Rudolf Christoph Eucken, filòsof i escriptor alemany, Premi Nobel de Literatura del 1908 (80 anys).
- 1938 - Baltimore, Maryland (EUA): Thomas Wolfe, escriptor estatunidenc (n. 1900).[31]
- 1945 - Mittersill, Àustria: Anton Webern, compositor austríac (n. 1883).[32]
- 1947 - Wandsworth, Londres: Annie Russell Maunder, astrònoma i matemàtica irlandesa (n. 1868).[33]
- 1973 - Helsingborg, Suècia: Gustau VI Adolf de Suècia, rei de Suècia de la dinastia Bernadotte (n. 1882).[34]
- 1977 - Londres, Anglaterra: Tom Hardy, actor de cinema i de teatre anglès.
- 2004 - Los Angeles, Califòrnia (EUA): Johnny Ramone, guitarrista del grup punk The Ramones (n. 1948).[35]
- 2006 - Florència, Itàlia: Oriana Fallaci, escriptora i periodista italiana (n. 1929).[36]
- 2007 - Lanark, Escòcia: Colin McRae, pilot de ral·lis escocès (n. 1968).[37]
- 2008 - Anglaterra: Richard Wright, membre del grup de rock Pink Floyd.
- 2016 - Boulder, Colorado: Deborah S. Jin, física estatunidenca, pionera en química quàntica molecular polar (n. 1968).[38]
- 2017 - 
  - Frankfurt del Main, Alemanya: Albert Speer, arquitecte i urbanista alemany.
  - Los Angeles, Califòrnia, Estats Units: Harry Dean Stanton, actor estatunidenc.
- 2019 - Nova York (EUA): Ric Ocasek, cantant, compositor i productor estatunidenc, líder del grup de rock The Cars.[39]

## Festes i commemoracions
- Dia de la Verge dels Dolors
- Santoral: sants Caterina Fieschi, vídua; beat Carles de Montegranelli, fundador dels Eremites de Sant Jeroni de Fiesole; servent de Déu Josef Kentenich, fundador dels Pares de Schönstatt.
- Dia Internacional de la Democràcia